# 1410
1410. је била проста година.

## Догађаји
- 15. јул — Пољско-литвански краљ Владислав II Јагело победио је Тевтонски ред у бици код Гринвалда.
- Битка на Златном Рогу: Османски принц Муса је поражен. Деспот Стефан се склонио у Цариград где га је Манојло II Палеолог примио и потврдио му знаке деспотског достојанства. Са њим је био и кесар Угљеша. Преко Црног мора и Влашке вратили су се у Србију.

## Смрти
- Антипапа Александар V

- Лазар Вуковић Бранковић

- Hasdaj Kreskas

- Вук Лазаревић
- Луј II, војвода од Бурбона

- Мартин I од Арагона

- Рупрехт од Немачке

- Теодор Кантакузин
- Teofan Grk

- Џон Бофорт, 1. гроф од Самерсета